# 엠로
엠로(EMRO)는 AI기반 기업용 공급망관리 소프트웨어를 개발 및 공급하는 소프트웨어 회사이다. 서울특별시 영등포구 당산동에 위치한 당산 SK V1 센터에 본사가 있다.
2000년 설립 이후 공급망관리 전 영역에 대한 full coverage 소프트웨어를 개발 및 공급해오고 있으며, 지속적인 연구개발을 통해 AI 및 클라우드 서비스를 출시하며 사업영역을 확대해 나가고 있다. 엠로는 EMRO의 한글 발음이며, EMRO는 Ecosystem Management for Relationship Optimization 의 줄임말이다. 기업생태계에서 기업망 전체의 최적화를 이루어 내는 솔루션을 제공한다는 의미를 뜻한다.

## 상장
2021년 8월 코넥스에서 코스닥으로 이전 상장했다.

## 사업 분야
현 한국 국내 기업용 공급망관리 소프트웨어 시장 점유율 1위 기업이며, 검증된 구매 SCM 솔루션과 AI 및 클라우드 기술을 활용해 기업을 혁신하는 다양한 소프트웨어를 제공하고 있다. 삼성, 현대차, LG, SK, 한화, 현대중공업, CJ, 대상 그룹 등 다수의 글로벌 대기업부터 한국 국내 대표 금융기업과 공기업에 이르기까지 500여 고객사를 확보하며 다양한 성공사례를 보유하고 있다.
AI 특허 기술을 바탕으로 데이터 자동 분류, 판매 가격 및 구매 비용 최적화, 신규 프로젝트 최적 견적가 산정, 지능형 수요예측 및 재고관리, 가격예측 등 다양한 AI 소프트웨어를 제공하고 있으며, 한국 최초의 공급망관리 클라우드 서비스 emroCloud도 선보였다.

## 연혁
- 2000년 5월에 기업 내 구매의 가치창조를 확립하기 위해 외국 컨설팅업체인 AT커니 출신 컨설턴트들이 중심으로 컨설팅 회사 엠로를 설립했다.[2]
- 2005년 현 대표이사인 송재민 대표가 취임, 기업 내 공급망 최적화를 위한 기업의 새로운 비전을 제시하고 구매 공급망 관리에 컨설팅 경험을 기반으로 본격적으로 솔루션 사업을 확장하기 시작했다.
- 2006년 조달, SRM부분 진단, 혁신 컨설팅뿐만 아니라 시스템 구축까지 시행함으로써 종합적인 공급망 관리 시스템 구축을 실시했으며, 기술혁신형 중소기업(INNO-Biz)로 선정됐다.
- 2008년 두산그룹, 현대 그룹, LG 그룹, KT 그룹 등 초우량 기업들을 중심으로 공급망관리 분야 한국 최다 레퍼런스를 확보했다.[3] 솔루션의 기술력 경쟁력을 확보하기 위해 한국 최초로 Flex를 기반으로 한 Web 2.0 표준 개발 framework를 적용했다. 같은해 딜로이트 선정 아태지역 고속성장 500대 기업 선정[4] 됐다.
- 2009년에는 제8회 ‘한국SCM대상’ 정보서비스 부문에서 대상을 수상[5] 했고, 2012년 ‘대한민국 IT Innovation 대상’에서 지식경제부 장관상을 수상[6] 했다.
- 2012년 기준정보 관리 컨설팅∙구축 솔루션 전문 기업 (주)인포와이즈를 인수했다.
- 2013년에는 엠로의 솔루션 SMARTsuite v7.0이 한국정보통신기술협회 주관 GS인증을 획득했다.
- 2014년에는 수출 유망 중소기업으로 지정되었다.
- 2015년 4월 27일 여의도 주택건설회관빌딩 3층에서 같은 영등포구, 당산동에 위치한 SK V1 센터로 본사를 이전했다.
- 2015년 6월에는 구매 SCM 솔루션 패키지를 HTML5에 맞춰 개발한 'SMARTsuite v8.0'이 GS인증을 획득[7] 했다.
- 2015년 9월에는 미래창조과학부에서 주관하는 Global Creative SW 사업 수행기업으로 선정[8] 되었다.
- 2016년 4월 28일에는 코넥스 시장에 상장[9] 되었다.
- 2017년 11월 '2017 SW R&D 성과 발표회'에서 과학기술정보통신부 장관상을 수상[10]했다.
- 2017년 12월 (주)레이컴 인수, 2018년 6월 (주)에이아이더 설립을 통해 IoT 및 AI 사업에 진출했다.
- 2019년 2월 한국 최초 공급망관리 클라우드 서비스 emroCloud 서비스를 출시[11]했다.
- 2020년 10월 제 6회 대한민국 굿컴퍼니 대상에서 SCM 플랫폼 부문 대상을 수상[12]했다.
- 2021년 5월 대한민국 코넥스 대상 최우수 기술상을 수상[13]했다.
- 2021년 6월 '기계학습기반 아이템을 분류하는 방법 및 장치' 외 3건의 특허를 획득[14]했다.
- 2021년 8월 13일 코스닥 시장에 상장[15]했다.
- 2022년 9월 한국IR대상 특별상[16], 2022 4차 산업혁명 우수기업 산업통상자원부 장관상[17]을 수상했다.
- 2022년 11월 기업 구매담당자를 위한 온라인 커뮤니티 서비스 BUYBLE을 런칭했다.
- 2022년 12월 2022 대한민국 ICT대상 과학기술정보통신부 장관상을 수상[18]했다.
- 2023년 3월 삼성SDS가 지분 33.4%를 인수하며 최대주주가 됐다.[19]
- 2023년 7월 '2023 코스닥 라이징스타'로 선정됐다.
- 2023년  8월 MSCI 스몰캡 지수에 편입됐다.[20]
- 2023년 10월 '2023 한국생산성대상'에서 4차산업 혁명 선도기업 부문 대통령표창을 수상했다.[21]
- 2023년 11월 코스닥150 지수에 편입됐다.[22]

## 제품 및 서비스

### SMARTsuite
SMARTsuite는 원가 관리, 조달 구매, 전자계약, 협력사 관리 등 구매 전 영역을 커버하는 공급망관리 소프트웨어로, 기업들의 구매 업무 효율성 및 경쟁력 강화, 편의성 향상을 제공한다. 구매업무와 관련된 다양한 기능을 모듈 단위로 구성 및 제공하는 것이 특징이다.
공급망관리 소프트웨어 시장 내 압도적인 경쟁 우위를 바탕으로 삼성, LG, 포스코, 현대차, SK, KT, 한화그룹 등 한국 대표 글로벌 대기업들이 엠로의 SMARTsuite를 도입해 구매 시스템을 구축하고, 구매 경쟁력을 강화하고 있다. 지속적인 기능 추가와 성능 개선을 통해 현재 SMARTsuite 9.1 버전을 제공하고 있다.
주요 모듈
- SMARTpro: 구매요청, 발주/입고, 검수 관리
- SMARTrfx: 다양한 유형이 입찰을 통한 협력사 선정 과정 관리
- SMARTcms: 체계화된 품목 분류 및 정보 관리 지원
- SMARTcontract: 전자계약 업무 전반 관리
- SMARTvs: 협력업체 등록 관리
- SMARTsrm: 협력업체 평가 및 육성
- SMARTrisk: 협력사 리스크 관리
- SMARTc&b: 협업관리
- SMARTtarget: 목표원가 관리
- SMARTcost: 원가 시뮬레이션
- SMARTworkplace: 사용자 별 workplace
- SMARTsearch: 고급 검색 엔진
- SMARTcommon: 시스템 공통 관리
- SMARTlinked pricing: 시스템 기반 납품대금 연동 및 약정서 관리

### AI 기반 디지털 혁신 소프트웨어
엠로의 AI 기반 디지털 혁신 소프트웨어는 엠로가 구매 영역에서 보유한 전문 지식(domain knowledge)과 다양한 산업 분야의 프로젝트 수행 경험 및 산업별 특화된 노하우(Best Practice)를 기반으로 AI 기술 역량을 결집해 기업에게 가장 필요하고, 실용적인 솔루션을 제공하는 것이 특징이다. 이를 통해, 기존 구매 업무의 실질적인 문제점을 해결함으로써 기업들은 구매 경쟁력과 업무 효율성을 강화할 수 있다.

#### 주요 제품
- SMART item doctor: Item Master Lifecycle 관리
- SMART spend doctor: 지능형 비용 자동 분류 및 지출 분석
- SMART cost doctor: 신규 모델 부품 원가 추천
- SMART quotation doctor: 신규 프로젝트 최적 견적 분석 및 추천
- SMART forecasting: 지능형 수요예측 및 재고관리
- Dynamic Optimizer: 기간별 최적 판매 가격 동적 예측
- SMART price doctor: 시황성 자재 Trend 분석
- SMART risk: 협력사 통합 risk 관리
- SMART dashboard: 사용자 기반 동적 데이터 분석

### emroCloud
emroCloud는 엠로가 한국 최초로 선보인 Cloud SaaS 방식의 구매 시스템으로, 60개 이상의 다양한 구매 기능을 클라우드 서비스로 제공해 대기업뿐만 아니라 중견∙중소기업들도 쉽고 간편하게 표준 구매 시스템을 도입할 수 있는 것이 장점이다. 고객의 니즈와 구축 환경에 맞춰 프라이빗 클라우드(private cloud) 또는 퍼블릭 클라우드(public cloud) 형태로 기업별 맞춤형 서비스가 가능하다. emroCloud는 2019년 출시 이후 꾸준히 기업 고객을 확보하며, 빠르게 서비스를 확대해 나가고 있다.
엠로는 2022년 9월 우리은행과 디지털 공급망 플랫폼 ‘원비즈플라자’를 선보이며, 금융권 최초로 공급망금융(SCF, Supply Chain Finance) 시장에 진출했다. 원비즈플라자는 중소기업 및 소상공인을 대상으로 클라우드 기반의 최적화된 구매 업무와 전자계약 프로세스를 지원하고, 구매 거래 정보를 바탕으로 맞춤형 기업금융 서비스를 제공한다.